# بیگ کریک (کالیفرنیا)
بیگ کریک (به انگلیسی: Big Creek) یک منطقهٔ مسکونی در ایالات متحده آمریکا است که در شهرستان فرسنو، کالیفرنیا واقع شده‌است. بیگ کریک ۱٫۱۹ کیلومتر مربع مساحت و ۵٬۰۱۹ نفر جمعیت دارد و ۱٬۵۱۹ متر بالاتر از سطح دریا واقع شده‌است.